# Clavularia longissima
Clavularia longissima is een zachte koraalsoort uit de familie Clavulariidae. De koraalsoort komt uit het geslacht Clavularia. Clavularia longissima werd in 1898 voor het eerst wetenschappelijk beschreven door May. 